# اوچیدا کوسای
اوچیدا کوسای (به ژاپنی: 内田 康哉 Uchida Kōsai); ۱۷ نوامبر ۱۸۶۵ – ۱۲ مارس ۱۹۳۶) سیاست‌مدار، نخست‌وزیر ژاپن در دوره شووا بود.
وی همچنین برندهٔ جوایزی همچون نشان خورشید فروزان و لژیون دونور (صلیب بزرگ) شده‌است.